# Itaya amicorum
Itaya es un género monotípico con una única especie: Itaya amicorum, perteneciente a la familia  de las palmeras (Arecaceae).  

## Descripción
Itaya amicorum es una palmera de tamaño mediano, con un solo tallo con las hojas en forma de abanico. Los tallos alcanzan una altura de hasta 4 metros con un diámetro de 9 a 10 centímetros . Las plantas tienen entre 11 y 25 hojas casi circulares, de unos 2 m de diámetro, que se dividen en 10 a 16 hojas grandes con un largo pecíolo. Las hojas tienen el dorso de color blanco o gris plateado.

## Distribución
Es endémica de Brasil, Colombia, Bolivia, Perú en el oeste de la Amazonía en el sotobosque de la selva tropical de tierras bajas. 
Amenazas: A nivel local el tronco se quema para la producción de sal y las hojas se utilizan para su utilización como paja.

## Taxonomía
Itaya amicorum fue descrito por Harold Emery Moore y publicado en Principes 16: 86. 1972.
Etimología
Itaya: nombre genérico que fue nombrado por el río Itaya, afluente del río Amazonas, cerca del cual el género fue descubierto.
amicorum: epíteto